# Armando Borgioli
Armando Borgioli (19 marzo 1898 – 20 gennaio 1945) è stato un baritono italiano.
Debuttò nel 1923 e cantò al Teatro alla Scala dal 1927. Dal 1931, per quattro stagioni, cantò al Metropolitan Opera di New York. Partecipò alle incisioni di Aida nel 1928, con  Giannina Arangi-Lombardi e Tosca  nel 1938, con Maria Caniglia e Beniamino Gigli.
Morì tragicamente nel 1945 mentre era ancora in piena attività, vittima di un bombardamento mentre si stava recando con la sua vettura a Parma per cantare nell'edizione della Bohème che fu il debutto di Renata Tebaldi nel ruolo di Mimì.